# 京都市立中立小学校
京都市立中立小学校（きょうとしりつ ちゅうりつしょうがっこう）は、京都市上京区にあった公立小学校。ここでは、同校の設立単位となった地域区分（元学区）である中立学区（ちゅうりつがっく）についても述べる。

## 概要
明治2年（1869年）に京都で設立された64の番組小学校の一つとして開校し、平成7年（1995年）に、京都市立小川小学校と共に、京都市立小川中立小学校（現在の京都市立新町小学校）に統合され、閉校した。跡地は、現在京都市立新町小学校の校地となっている。

## 沿革
- 1869年（明治2年） - 上京第十六番組小学校として開校[3][4]（開校日:11月26日[1]）
- 1877年（明治8年） - 校名を中立に改称[4]
- 1892年（明治25年）12月 - 京都市立中立尋常小学校に改称[2]
- 1941年（昭和16年）4月 - 京都市中立国民学校に改称[2]
- 1947年（昭和22年）4月 - 京都市立中立小学校に改称[2]
- 1948年（昭和23年） - 通学区域の変更（滋野学区から転入学）[2]
- 1995年（平成7年）- 小川中立小学校に統合され、閉校[4]
- 1997年（平成9年）- 小川中立小学校から新町小学校が開校[4][5]

## 通学区域
戦後、滋野中学校が設置されるにあたり、滋野小学校が閉校となることで、滋野学区の一部が中立小学校の通学区域となっていた。現在、滋野学区は全域が新町小学校の通学区域となっている。

## 中立学区
中立学区（ちゅうりつがっく）は、京都市の学区（元学区）のひとつ。京都市上京区に位置する。明治初期に成立した地域区分である「番組」に起源を持ち、学区名の由来ともなるかつての中立小学校の通学区域であり、今でも地域自治の単位となる地域区分である。
明治2年（1869年）の第二次町組改正により成立した上京第16番組に由来し、同年には、区域内に上京第16番組小学校（のちに中立に校名を改称）が創立した。明治5年（1872年）には上京第17区、明治12年（1879年）には区が組となり上京第17組となった。学区制度により明治25年（1892年）には上京第13学区となった。
昭和4年（1929年）に、学区名が小学校名により改称され、上京第13学区から中立学区となった。昭和17年（1942年）に京都市における学区制度は廃止されるが、現在も地域の名称、地域自治の単位として用いられている。

### 人口・世帯数
京都市内では、概ね元学区を単位として国勢統計区が設定されており、中立学区の区域に設定されている国勢統計区（上京区第3国勢統計区）における令和2年（2020年）10月の人口・世帯数は3,857人、2,214世帯である。

### 地理
上京区の中央部に位置する学区であり、北側は小川学区、西側は聚楽学区、南側は滋野学区、東側は京都御苑に接する。区域は、東は烏丸通、西は堀川、北は一条通、南は下長者町通で限られ、面積は0.277平方キロメートルである。

### 中立学区内の通り

#### 東西の通り
- 一条通
- 中立売通
- 上長者町通
- 中長者町通
- 下長者町通

#### 南北の通り
- 烏丸通
- 室町通
- 衣棚通
- 新町通
- 西洞院通
- 小川通
- 油小路通
- 堀川通

### 中立学区の町名
- 龍前町
- 薬屋町
- 花立町
- 清和院町
- 正親町
- 仕丁町
- 元頂妙寺町
- 讃州寺町
- 菊屋町
- 頭町
- 小川町
- 下小川町
- 油橋詰町
- 甲斐守町
- 亀屋町
- 松之下町
- 突抜町
- 主計町
- 一町目
- 二町目
- 広橋殿町
- 東日野殿町
- 西日野殿町
- 元真如堂町
- 西之口町
- 東町
- 三丁町
- 東橋詰町
- 元浄花院町
- 元土御門町
- 土御門町
- 有春町
- 橋本町
- 東長者町
- 仲之町
- 中橋詰町

## 周辺

### 中立学区内の主な施設
- 京都府警察本部庁舎 - 同所には以前中立売警察署があった。
- 旧京都中央電話局西陣分局
- 有斐斎弘道館

## 関連文献
- 『京都市の地名』平凡社〈日本歴史地名大系27〉、1979年。ISBN 4-582-49027-1。
- 碓井小三郎「上京第十三学区之部」『京都坊目誌 上京之部 乾 上巻之十二-十五』1915年、232-380頁。doi:10.11501/1210439。
- 「上京区中立学区」『京都市学区大観』京都市学区調査会、1937年。doi:10.11501/1440637。